# 千葉千代世
千葉 千代世（ちば ちよせ、1907年（明治40年）4月6日 - 1991年（平成3年）3月10日）は、日本の政治家。衆議院議員（1期）。参議院議員（2期）。旧姓は安田。

## 経歴

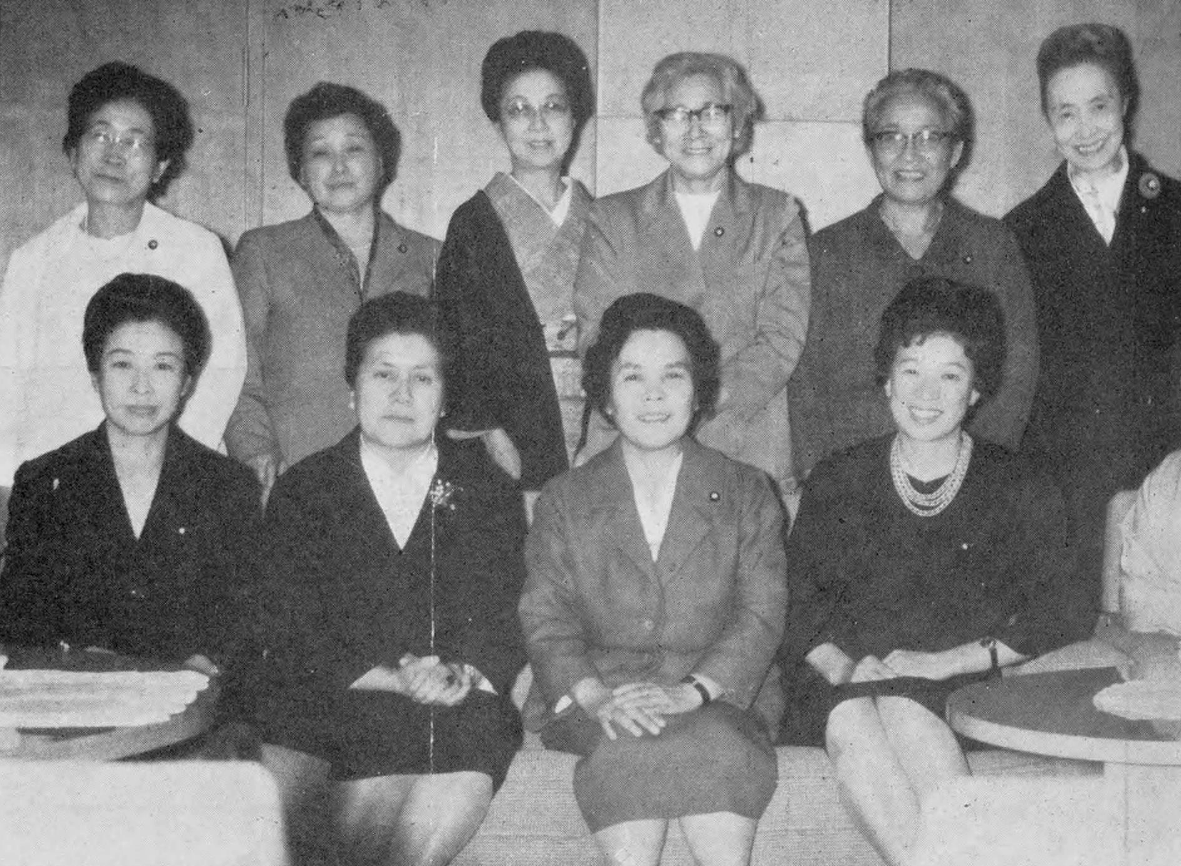
1963年12月11日、衆参婦人議員懇談会が参議院の議長公邸で開かれた。前列左から、粟山ひで、戸叶里子、本島百合子、山口シヅエ。後列左から、林塩、千葉千代世、中上川アキ、市川房枝、藤原道子、加藤シヅエ。

千葉県安房郡大山村（現鴨川市平塚）で、安田常吉、さだ夫妻の長女として生まれる。15歳で上京、東京文化女学校専門部卒。書生をしながら小学校家庭科教師、保健婦の資格取得。1929年港区の小学校の学校衛生婦、1941年養護訓導となる。
戦後、1945年、東京都国民学校教職員組合結成に参加し婦人部長に就任。また同年の日本社会党結成時に入党。日本教職員組合書記長、同副部長、同婦人部長、日本労働組合総評議会婦人協議会長などを務める。
1959年の第5回参議院議員通常選挙で全国区から日本社会党公認で立候補して初当選。連続2期務める。この間、文教委員、社会労働委員長を歴任した。
参議院議員退任後の1976年の第34回衆議院議員総選挙で旧千葉3区から立候補するも次点となったが、選挙後の同年12月に水田三喜男の死去により繰り上げ当選。1977年秋の叙勲で勲二等瑞宝章受章。1979年まで衆議院議員を1期務めた。1991年3月10日死去、83歳。死没日をもって正四位に叙される。

## 人物
新東京国際空港（現成田国際空港）の一坪共有地の名義人の1人であった。